# والتر فوروارد
والتر فوروارد (بالإنجليزية: Walter Forward)‏ (و. 1786 – 1852 م) هو سياسي، ودبلوماسي، ومحامي، وقاضي من الولايات المتحدة الأمريكية . ولد في إيست غرانبي . تولى منصب أعضاء مجلس النواب الأمريكي، ووزير الخزانة الأمريكي (13 سبتمبر 1841–1 مارس 1843) .
وهو عضو في الحزب الجمهوري الديمقراطي .
هو شقيق تشونسي فوروارد. توفي في بيتسبرغ، بنسيلفانيا، ودُفن في مقبرة أليغيني بها.